# Loranthus kaoi
Loranthus kaoi là một loài thực vật có hoa trong họ Loranthaceae. Loài này được (J.M. Chao) H.S. Kiu mô tả khoa học đầu tiên năm 1983.